# Campionati mondiali di bob 1975
I Campionati mondiali di bob 1975, trentunesima edizione della manifestazione organizzata dalla Federazione Internazionale di Bob e Skeleton, si sono disputati dal 15 al 23 febbraio 1975 a Breuil-Cervinia, in Italia, sulla pista "Lac Bleu", dove si svolse la rassegna iridata del 1971. La località valdostana (frazione del comune di Valtournenche) ha ospitato quindi le competizioni iridate per la seconda volta nel bob a due e nel bob a quattro uomini.
L'edizione ha visto prevalere la Svizzera che si aggiudicò una medaglia d'oro e una di bronzo sulle sei disponibili in totale, sopravanzando di stretta misura l'Italia con un oro e lasciando alla Germania Ovest due argenti e all'Austria un bronzo. I titoli sono stati infatti conquistati nel bob a due uomini dagli italiani Giorgio Alverà e Franco Perruquet e nel bob a quattro dagli svizzeri Erich Schärer, Peter Schärer, Werner Camichel e Josef Benz.

## Risultati

### Bob a due uomini
La gara si è disputata il 15 e il 16 febbraio 1975 nell'arco di quattro manches.
| Pos. | Atleti                                | Nazione           | 1ª manche | 2ª manche | 3ª manche | 4ª manche | Tempo totale | Distacco |
| ---- | ------------------------------------- | ----------------- | --------- | --------- | --------- | --------- | ------------ | -------- |
|      | Giorgio Alverà Franco Perruquet       | Italia I          | 1'11"21   | 1'11"95   | 1'10"99   | 1'11"23   | 4'45"38      | –        |
|      | Georg Heibl Fritz Ohlwärter           | Germania Ovest II | 1'11"46   | 1'12"22   | 1'12"04   | 1'11"78   | 4'47"50      | +2"12    |
|      | Fritz Lüdi Karl Häseli                | Svizzera I        | 1'12"23   | 1'12"46   | 1'11"72   | 1'11"81   | 4'48"32      | +2"94    |
| 4    | Wolfgang Zimmerer Peter Utzschneider  | Germania Ovest I  | nd        | nd        | nd        | nd        | 4'48"35      | +2"97    |
| 5    | Horst Schönau Horst Bernhardt         | Germania Est I    | nd        | nd        | nd        | nd        | 4'48"44      | +3"06    |
| 6    | Meinhard Nehmer Bernhard Germeshausen | Germania Est II   | nd        | nd        | nd        | nd        | 4'49"35      | +3"97    |
| 7    | Jimmy Morgan Thomas Becker            | Stati Uniti I     | nd        | nd        | nd        | nd        | 4'49"58      | +4"20    |
| 8    | Herbert Gruber Fritz Sperling         | Austria I         | nd        | nd        | nd        | nd        | 4'50"03      | +4"65    |
| 9    | Alain Roy Serge Hissung               | Francia I         | nd        | nd        | nd        | nd        | 4'50"45      | +5"07    |
| 10   | Enzo Vicario Ezio Fiori               | Italia II         | nd        | nd        | nd        | nd        | 4'50"58      | +5"20    |

Nota: in grassetto il miglior tempo di manche.

### Bob a quattro
La gara si è disputata il 22 e il 23 febbraio 1975 nell'arco di quattro manches.
| Pos. | Atleti                                                                  | Nazione          | 1ª manche | 2ª manche | 3ª manche    | 4ª manche | Totale  | Distacco |
| ---- | ----------------------------------------------------------------------- | ---------------- | --------- | --------- | ------------ | --------- | ------- | -------- |
|      | Erich Schärer Peter Schärer Werner Camichel Josef Benz                  | Svizzera II      | 1'09"44   | 1'09"16   | 1'08"25 (TR) | 1'08"61   | 4'35"46 |          |
|      | Wolfgang Zimmerer Peter Utzschneider Albert Wurzer Fritz Ohlwärter      | Germania Ovest I | 1'09"52   | 1'09"61   | 1'08"73      | 1'08"63   | 4'36"49 | +1"03    |
|      | Manfred Stengl Gert Krenn Franz Jakob Armin Vilas                       | Austria I        | 1'09"63   | 1'09"56   | 1'09"00      | 1'08"90   | 4'37"09 | +1"63    |
| 4    | Herbert Gruber Johann Schüssling Gerd Zaunschirm Fritz Sperling         | Austria II       | nd        | nd        | nd           | nd        | 4'37"22 | +1"76    |
| 5    | Meinhard Nehmer Karl Heinz Grübel Bernhard Germeshausen Horst Bernhardt | Germania Est I   | nd        | nd        | nd           | nd        | 4'37"28 | +1"82    |
| 6    | Fritz Lüdi Thomas Hagen Ferdi Müller Karl Häseli                        | Svizzera I       | 1'09"69   | 1'09"34   | 1'09"44      | 1'09"13   | 4'37"60 | +2"14    |
| 7    | Aldo D'Andrea Paolo Melotto Lino Benoni Adriano Bee                     | Italia II        | nd        | nd        | nd           | nd        | 4'40"46 | +5"00    |
| 8    | Gerard Christaud-Pipola nd                                              | Francia II       | nd        | nd        | nd           | nd        | 4'40"51 | +5"05    |
| 9    | Giorgio Alverà Ezio Fiori Franco Balza Mario Armano                     | Italia I         | nd        | nd        | nd           | nd        | 4'40"55 | +5"09    |
| 10   | Alain Roy nd                                                            | Francia I        | nd        | nd        | nd           | nd        | 4'40"94 | +5"48    |

Nota: in grassetto il miglior tempo di manche. TR = record del tracciato (track record).

## Medagliere
| Posizione | Nazione        | Oro | Argento | Bronzo | Totale |
| --------- | -------------- | --- | ------- | ------ | ------ |
| 1         | Svizzera       | 1   | 0       | 1      | 2      |
| 2         | Italia         | 1   | 0       | 0      | 1      |
| 3         | Germania Ovest | 0   | 2       | 0      | 2      |
| 4         | Austria        | 0   | 0       | 1      | 1      |
| Totale    | Totale         | 2   | 2       | 2      | 6      |